# Marsac-sur-l’Isle
Marsac-sur-l’Isle – miejscowość i gmina we Francji, w regionie Nowa Akwitania, w departamencie Dordogne.
Według danych na rok 1990 gminę zamieszkiwało 1939 osób, a gęstość zaludnienia wynosiła 193 osób/km² (wśród 2290 gmin Akwitanii Marsac-sur-l’Isle plasuje się na 216. miejscu pod względem liczby ludności, natomiast pod względem powierzchni na miejscu 1059.).